# 21778 Андреворрен
21778 Андреворрен (1999 RF225, 1992 YX2, 21778 Andrewarren) — астероїд головного поясу, відкритий 7 вересня 1999 року.
Тіссеранів параметр щодо Юпітера — 3,506.